# Gabriel-François Doyen

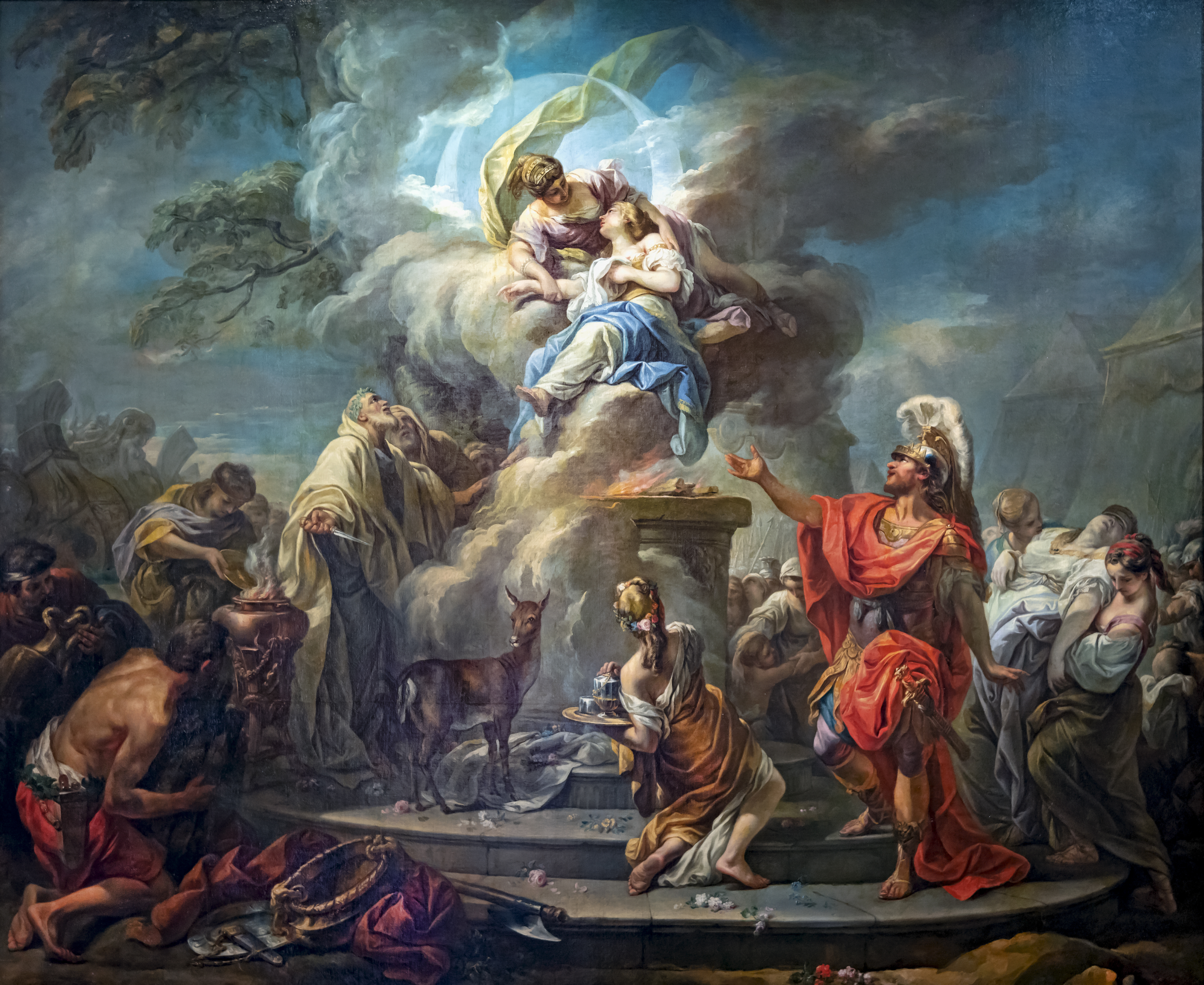
Le sacrifice d'Iphigénie 1749
Collection Motais de Narbonne

Gabriel-François Doyen, född den 20 maj 1726 i Paris, död den 13 mars 1806 i Sankt Petersburg, var en fransk historiemålare.
Doyen kom efter en lärotid under Vanloo på Rompriset till Italien, där han, påverkad av Pietro da Cortonas konst tillägnade sig ett flott måleriskt föredrag och en käck linjeföring med dristiga förkortningar. Han blev 1776 professor vid Paris konstakademi, utsmyckade Gregoriuskapellet i Invaliddomen (scener ur Gregorius den stores liv) och var bland annat mitt i en fruktbar verksamhet för upprättandet av ett museum för indragna kyrkliga inventarier, då han av Katarina II kallades till Ryssland, där han spelade en betydande roll och blev akademiprofessor. I Petersburg bevaras också flera av hans verk. Kända arbeten från den franska tiden är Virginias död (1758), Jupiter och Hebe (museet i Langres), Den heliga Genoveva befriar Paris från pesten (Saint Roch i Paris) med flera.